# Rubia albicaulis
Rubia albicaulis är en måreväxtart som beskrevs av Pierre Edmond Boissier. Rubia albicaulis ingår i släktet krappar, och familjen måreväxter. Inga underarter finns listade i Catalogue of Life.